# Václav Peták (fotbalista)
Václav Peták (* 15. prosince 1922) je bývalý český fotbalista, útočník.

## Fotbalová kariéra
V československé lize hrál za SK Kladno. Nastoupil ve 117 ligových utkáních a dal 27 gólů.

## Ligová bilance
| Ročník                                     | Zápasy | Góly | Klub         |
| ------------------------------------------ | ------ | ---- | ------------ |
| Státní liga 1945/46                        | -      | 2    | SK Kladno    |
| Státní liga 1946/47                        | -      | 12   | SK Kladno    |
| Státní liga 1948                           | -      | 3    | SK Kladno    |
| Celostátní československé mistrovství 1949 | -      | 3    | SONP Kladno  |
| Mistrovství československé republiky 1952  | -      | 3    | SONP Kladno  |
| Přebor československé republiky 1953       | -      | 0    | Baník Kladno |
| Přebor československé republiky 1954       | -      | 2    | Baník Kladno |
| Přebor československé republiky 1955       | -      | 2    | Baník Kladno |
| CELKEM                                     | 117    | 27   |              |